# Elektromehanika
 Ovo je glavno značenje pojma Elektromehanika. Za druga značenja pogledajte Elektromehanika (poduzeće).
Elektromehanika je grana tehnike koja kombinira elektrotehniku i strojarstvo: proizvodnju i primjenu električnih uređaja s pokretnim dijelovima. Pod time se obično podrazumijevaju i komplicirani uređaji poput električnih pisaćih strojeva, teleprintera i ranih televizijskih sustava koji su se rabili prije pronalaska i primjene moderne elektronike.

## Vanjske poveznice
- Continuum Electromechanics MIT OpenCourseWare ocw.mit.edu
- Center for Electromechanics utexas.edu
- Samsung Electro-Mechanics of Digital Technologies  Arhivirana inačica izvorne stranice od 23. srpnja 2013. (Wayback Machine) samsungsem.com